# May (B'zの曲)
「May」（メイ）は、日本の音楽ユニット・B'zの楽曲。2000年5月24日にRooms RECORDSより28作目のシングルとして発売された。

## 概要
前作『今夜月の見える丘に』以来、3か月ぶりのシングル。
表題曲はノンタイアップ作品だが、2nd beatの「You pray, I stay」は、サントリー「スーパーチューハイ」CMソングとして使用された。
ジャケット写真は、ロサンゼルスにあるダイナーで撮影された。さらに、ワイドフォト付きのダブルジャケットとなっており、裏面にはシチュエーションの異なるメンバーの写真が掲載されている。
オリコン週間シングルランキングで24作目の初登場1位を獲得し、松田聖子が持つ連続オリコン初登場1位記録と並んだ。2006年5月時点で売上枚数は69万5250枚を記録。

## 収録曲
| 全作詞: 稲葉浩志、全作曲: 松本孝弘。 |                      |           |            |                              |      |
| #                                    | タイトル             | 作詞      | 作曲・編曲 | 編曲                         | 時間 |
| 1.                                   | 「May」              | 稲葉浩志  | 松本孝弘   | 松本孝弘・稲葉浩志・大島康祐 | 4:17 |
| 2.                                   | 「You pray, I stay」 | 稲葉浩志  | 松本孝弘   | 松本孝弘・稲葉浩志           | 4:14 |
| 合計時間:                            | 合計時間:            | 合計時間: | 8:31       |                              |      |

## 楽曲解説
1. May
  - 「原点回帰」をテーマに掲げ制作された[10]。
  - タイトルは、稲葉から相談を受けた松本が命名したもので、「5月に発売する」ことと「（詩の内容が）五月病のような虚しい心情」から付けられた[10]。稲葉は「言葉が伝わるように、なおかつ感情的になりすぎないように」とボーカル録りに苦労したという[10]。
  - PVは栃木県宇都宮市の大谷資料館で撮影された[11]。
  - ライブでは『B'z LIVE-GYM Pleasure 2000 "juice"』以降長らく演奏されていなかったが、2020年に行われた無観客配信ライブ『B'z SHOWCASE 2020 -5 ERAS 8820-』のDay3で約20年ぶりに演奏された[12][13]。
  - ライブ映像については、2017年に発売された『B'z COMPLETE SINGLE BOX』で初めて収録され、「君の中で踊りたい」、「LADY-GO-ROUND」と並んで、最もライブ映像商品化が遅いシングル表題曲だった。
2. You pray, I stay
  - サントリー「スーパーチューハイ」のCMソングとして使用された楽曲[14]。
  - ロサンゼルスでレコーディングエンジニアのマイク・クリンクと一緒にデモを制作し、デモを元に日本でリメイクされたが、その後構成が幾度となく変更されており、かなりの時間をかけて制作された[15]。
  - アルバム未収録かつ、ライブ未演奏曲。

## 参加ミュージシャン
※出典
- 松本孝弘:ギター、全曲作曲・編曲
- 稲葉浩志:ボーカル、全曲作詞・編曲
- 大島康祐:編曲（#1）
- 池田大介:マニピュレーター（#2）
- 黒瀬蛙一:ドラム（#2）
- バカボン鈴木:ベース（#1）
- 満園庄太郎:ベース（#2）
- 小野塚晃:ピアノ（#1）

## 収録アルバム
May
- ELEVEN
- B'z The Best "Pleasure II"
- B'z The Best XXV 1999-2012

## ライブ映像作品
May
- B'z COMPLETE SINGLE BOX（特典DVD）
- B'z SHOWCASE 2020 -5 ERAS 8820- Day1〜5